# Лабоды
Ла́боды (бел. Лабады) — деревня в составе Фанипольского сельсовета Дзержинского района Минской области Беларуси. Деревня расположена в 18 километрах от Дзержинска, 20 километрах от Минска и 8 километрах от железнодорожной станции Фаниполь.

## История
В 1709 году упоминается как деревня в составе фольварка Черкасы Минском воеводстве ВКЛ. В 1710 году в деревне насчитывалось 7 дворов, где проживали 27 жителей. В это же время в деревне действовала мельница, рядом находился одноимённое имение С. Богушевича. Позже деревня принадлежала И. Волотковичу. После второго раздела Речи Посполитой в 1793 году, находилось в составе Российской империи. В 1800 году насчитывалось 9 дворов, 64 жителя. Деревня находилась во владении И. Ваньковича, также действовала корчма. 
В 1870 году насчитывалось 28 ревизских душ, деревня находилась в составе Черкасской сельской общины. Во второй половине XIX века—начале XX века находилась в составе Самохваловичской волости Минского уезда Минской губернии. В 1897 году насчитывалось 17 дворов, проживали 97 жителей. В 1917 году в деревне проживали 135 жителей на 18 дворов, на одноимённом хуторе насчитывалось 3 двора с 25-ю жителями. С 23 марта 1932 года в составе Фанипольского польского национального сельсовета, который являлся частью Дзержинского польского национального района. 31 июля 1937 года полрайон был упразднён и деревня была включена в состав Минского района. С 20 февраля 1938 года находится в составе Минской области, которая была образована после упразднения окружной системы деления Белорусской ССР. С 4 февраля 1939 года в составе восстановленного Дзержинского района. С 1929 года деревня входила в состав колхоза имени Фалько. 
Во время Великой Отечественной войны с 28 июня 1941 года по 6 июля 1944 года деревня была оккупирована немецко-фашистскими захватчиками, на фронте погибли 5 жителей деревни. На 1960 год в Лабодах проживали 129 жителей. В 1991 году насчитывалось 18 хозяйств, проживали 40 жителей. С 2003 года входит в состав филиала «Фалько-2003».

## Население
| Численность населения (по годам) | Численность населения (по годам) | Численность населения (по годам) | Численность населения (по годам) | Численность населения (по годам) | Численность населения (по годам) | Численность населения (по годам) | Численность населения (по годам) |
| 1710                             | 1800                             | 1897                             | 1909                             | 1917                             | 1960                             | 1991                             | 1999                             |
| -------------------------------- | -------------------------------- | -------------------------------- | -------------------------------- | -------------------------------- | -------------------------------- | -------------------------------- | -------------------------------- |
| 27                               | ↗64                              | ↗97                              | ↗162                             | ↘160                             | ↘129                             | ↘40                              | ↘25                              |
| 2004                             | 2009                             | 2017                             | 2018                             | 2020                             | 2022                             |                                  |                                  |
| ↘18                              | ↘11                              | ↗13                              | ↗19                              | ↗20                              | ↘19                              |                                  |                                  |